# Чудовисько озера Лох-Несс
Чудо́висько озе́ра Лох-Несс, також відоме як Не́ссі (лат. Nessitera rhombopteryx) — нерозпізнана таємнича тварина чи група тварин (криптид), чию появу нібито зафіксовано на шотландському озері Лох-Несс. Озеро є найбільшою за кількістю води прісноводною водоймою Великої Британії. Більшість науковців вважають зібрані на сьогодні докази непереконливими. Головна теорія вбачає у чудовиську вид плезіозавра.

## Озеро
Лох-Несс — найбільше за об'ємом води прісноводна водойма Великої Британії. Водойма характерна тим, що вона дуже довга та вузька — Лох-Несс завдовжки близько 38 км, а завширшки — у середньому 1,6 км. Разом з озером Лох-Ойх та додатково проритими каналами утворює так званий Каледонський канал, який простягається на понад 100 км і з'єднує східне узбережжя Шотландії із західним. Усі ці водойми лежать у западині Ґлен Мор — низині у межах тектонічного рову (грабена) між Грампіанськими горами і Північно-Західним нагір'ям Шотландії.

## Історія свідчень

Такі обриси малює більшість очевидців

Місцеві жителі та приїжджі згадували про великих тварин, яких начебто бачили на озері, але міжнародну славу й увагу озеро прикуло до себе після 1933 року. 2 травня 1933 р. у місцевій газеті «Inverness Courier» Александер Кемпбел написав про «…щось подібне до кита», яке так само викидає вгору цілі фонтани води, що булькотіла і пінилася. Слово «чудовисько» вперше з'явилося на шпальтах місцевого видання «The Northern Chronicle» у номері від 8 травня 1933 року.
11 травня того ж року чудовисько бачили Александер Шов і його син, які стояли на своєму газоні на віддалі близько 50 м від озера. Вони стверджували, що бачили на поверхні води хвильки й слід, який зазвичай залишає об'єкт, що пливе, а згодом і хребет якоїсь тварини. Про 27 травня згадує Нора Сімпсон, яка бачила чудовисько за 40 м від берега. За її словами воно мало приблизно 10 м завдовжки й два горби на спині.
22 липня 1933 року чудовисько вперше помічено на суші. Того дня Джордж Спайсер їхав разом з дружиною від Інвернесс до Фоєрс. Подружжя твердить, що на пагорбі Вайтфілд на дорозі враз з'явилося дивне створіння — «потворна, темнозабарвлена тварина з жахливими обрисами, яка нагадувала слимака» — що переповзло дорогу десь за 60 м від машини. Спайсери описували чудовисько, як таке, що мало довгу хвилясту шию і випуклий масивний корпус. Пані Спайсер оці́нювала його довжину десь у 7,5 м. Свідчення було опубліковане 4 серпня 1933 на сторінках «Inverness Courier».
З початку серпня 1933 року дійшла ще одна згадка про зустріч із чудовиськом на суходолі. Місис Макленнен, яка поверталася зі служби Божої, начебто наткнулася на тварину, яка лежала на скелі, що підносилася приблизно на 2 метри над водою і знаходилася дещо нижче від шосе. Жінка начебто крикнула «О, мамо!», а створіння налякалося і зіскочило до води. Жінка описала його як щось подібне до слона, із сірою шкірою. У жовтні та листопаді того ж року було теж зафіксовано чимало звернень щодо появи чудовиська — загалом близько 50 подібних випадків протягом року (враховуючи одну кіноплівку). Історії охоче друкували видання усієї Великої Британії, а наприкінці року новини почали з'являтися у французьких газетах.

## Пошукові експедиції
В червні 2018 року, згідно з повідомленням телерадіокомпанії BBC, вчені провели дослідження біоутворення озера Лох-Несс в Шотландії. З метою вивчення біорізноманіття озера, ними було взято 250 проб води з різних місць і глибин, щоб визначити всіх його мешканців. Ними було виявлено близько 3000 різних видів. Команда дослідників також взяла зразки ДНК з озера, де, як вважають, жила «Нессі», і прийшла до висновку, що морське чудовисько могло виявитися просто гігантським вугром.
26 серпня 2023 року, на півночі Шотландії розпочались наймасштабніші за останні 50 років пошуки Лох-Неського чудовиська в однойменному озері за участі кількох сотень людей. Згідно з повідомленням британської телерадіомовної компанії BBC, нову пошукову експедицію організували співробітники Лох-Неського центру в приозерному містечку Драмнедрохіт спільно з волонтерською дослідницькою групою Loch Ness Exploration. Вони застосують геодезичне обладнання, яке раніше не використовували для вивчення Лох-Неського озера. Це дрони, які створюватимуть тепловізійні зображення води з повітря за допомогою інфрачервоних камер та гідрофон — для виявлення акустичних сигналів під водою. Двісті волонтерів зголосились узяти участь у польовій роботі: вони допомагають фіксувати природні та будь-які незвичайні речі, які помітять у районі озера Лох-Несс, з оглядових точок на суші. Ще майже триста волонтерів підписались на пряму трансляцію пошуків. Однак, за повідомленням BBC, захід, у якому взяли участь понад 200 добровольців, закінчився невдачею, тобто нічого суттєвого пошукова експедиція 2023 року не виявила.
У серпні 2024 року на глибині 30 м в озері Лох-Несс гідрофон зафіксував регулярний пульсуючий звук, який дослідники описали як «серцебиття».

## Світлини та кінофільми
З 12 листопада 1933 року походить перша фотографія Нессі. Цього дня Г'ю Ґрей, житель Фоєрс, начебто бачив щось з великим тулубом і довгою прямою шиєю. Фото проявили тільки через 3 тижні й воно з'явилося у шотландському щоденнику «Daily Mail».
Відомі різні припущення відносно світлин із зображенням Нессі. Одні стверджують, що це звичайний стовбур дерева або залишки розбитого корабля. Інші, що це велика риба, наприклад акула або північний пляшконосий кит.

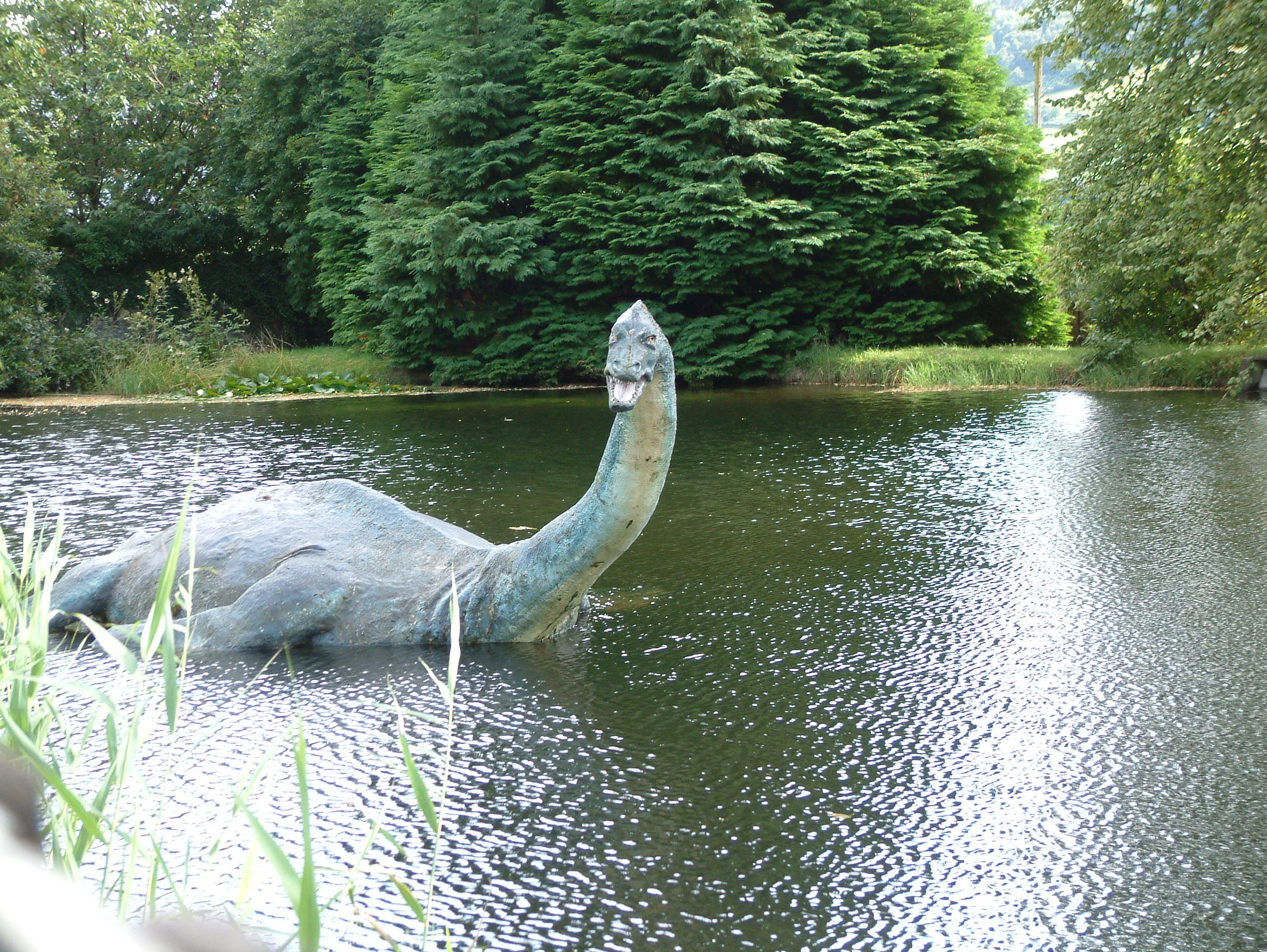
Чудовисько озера Лох-Несс у музеї «Нессі»
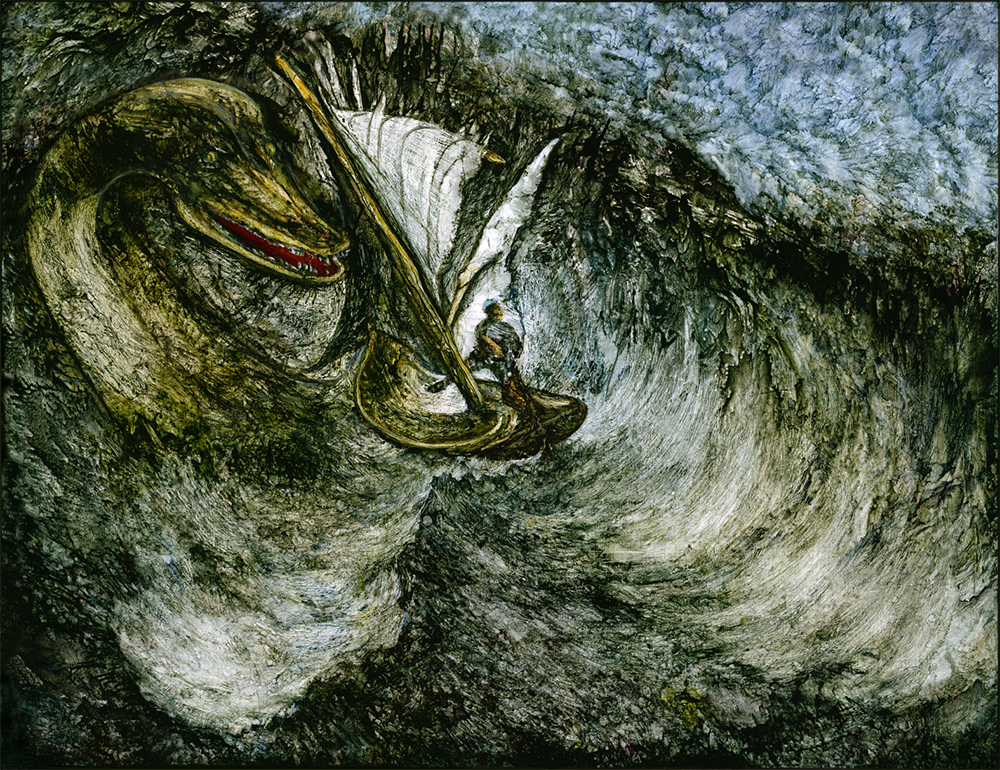
Нессі очима художників — картина австрійця Гуґо Гайкенвельдера

### Інші морські криптиди
- Куссі
- Нова Нессі
- Бросненське чудовисько
- Монстр озера Іліамна
- Мокеле-мбембе
- Науеліто
- Стуршенська потвора
- Стронсейське чудовисько

### Міфічні морські чудовиська
- Левіафан
- Бун'іп
- Підводні пантери
- Наги